# Tomasz Żukowski
Tomasz Żukowski (ur. 3 października 1957 w Radzyniu Podlaskim) – polski politolog i socjolog, nauczyciel akademicki i publicysta, doradca prezydenta RP Lecha Kaczyńskiego, wykładowca Wydziału Nauk Politycznych i Studiów Międzynarodowych Uniwersytetu Warszawskiego.

## Życiorys
W 1980 ukończył studia na Wydziale Dziennikarstwa i Nauk Politycznych Uniwersytetu Warszawskiego. W 1988 uzyskał stopień doktora nauk humanistycznych.
Pracownik naukowy Instytutu Polityki Społecznej UW. Wykładał również na Wydziale Studiów Politycznych Wyższej Szkoły Biznesu – National-Louis University w Nowym Sączu oraz na Uniwersytecie Jagiellońskim.
Był także pracownikiem Ośrodka Badania Opinii Publicznej. Doradzał m.in. Obywatelskiemu Klubowi Parlamentarnemu i Akcji Wyborczej Solidarność. Zasiadał w radzie Centrum Badania Opinii Społecznej. Od stycznia 2008 do kwietnia 2010 był doradcą prezydenta Lecha Kaczyńskiego. Wszedł w skład komitetu wspierającego kandydaturę Karola Nawrockiego na prezydenta RP w wyborach w 2025.
Zajął się problemami socjologii polityki, politycznych i ekonomicznych uwarunkowań polityki społecznej, polską sceną polityczną i badaniami opinii publicznej. Został także komentatorem bieżących wydarzeń politycznych i społecznych w mediach.

## Odznaczenia
- Krzyż Oficerski Orderu Odrodzenia Polski (2025)[2]